# Der Kapitän
Der Kapitän ist der erste Roman C. S. Foresters aus seinem Hornblower-Zyklus. Er erschien 1937 unter dem englischen Originaltitel The Happy Return. In den USA wurde das Buch unter dem Titel Beat to Quarters veröffentlicht. Der Film Des Königs Admiral basiert zum Teil auf diesem Roman.

## Handlung
Der Roman spielt im Jahr 1808, zur Zeit der Napoleonischen Kriege. Um das mit Frankreich verbündete Spanien zu schädigen, erhält Kapitän Hornblower den Auftrag, mit seiner Fregatte Lydia unerkannt an die pazifische Küste Mittelamerikas zu segeln, um dort einen Aufstand gegen Spanien zu unterstützen. Er liest in seinen Befehlen, dass sich dort ein fast doppelt so großes spanisches Kriegsschiff, die Natividad, aufhält, das er finden und zerstören soll. Nebenher soll er auch noch den englischen Handel fördern. Wenn ihm dann noch Zeit bleibt, darf auch er Prisenjagd auf spanische Galeonen machen; eine einzige Prise würde den armen Kapitän zum reichen Mann machen.
Wider Erwarten gelingt es Hornblower, die navigatorischen Schwierigkeiten auf der langen Reise um Kap Hoorn herum zu bewältigen, die Natividad im Handstreich zu nehmen und den Aufstand in Gang zu bringen, indem er sich mit dem verrückten Diktator 'El Supremo' verbündet, dem er das erbeutete Kriegsschiff übergibt. Dann erfährt er jedoch, dass Spanien inzwischen zum Verbündeten geworden ist. Unter großen Verlusten versenkt er die Natividad. Sein beschädigtes Schiff repariert er auf einer einsamen Insel, nachdem die Spanier ihm jede Hilfe verweigert haben.
Auf der Rückfahrt verliebt er sich in Lady Barbara Wellesley, im Roman die jüngere Schwester von Arthur Wellesley, dem späteren Herzog von Wellington. Wegen des großen gesellschaftlichen Unterschieds wagt er es allerdings nicht, ihr näher zu treten.